# 忽那諸島
忽那諸島（くつなしょとう）とは、瀬戸内海の安芸灘と伊予灘との間に位置する島嶼群。防予諸島にふくまれる。国土地理院の地形図上には見当たらない表記（防予諸島の表記のみ）。

## 地名の由来
この海域では平安時代から室町時代にかけて海上勢力の忽那氏が活躍し、特に一番大きい島である中島（中島本島と呼ばれることもある）は「忽那島」とも称された。
忽那氏の勢力下にあった島々は「忽那七島」と称され、愛媛県に属する忽那島（中島）、睦月島、野忽那島、二神島、怒和島、津和地島の6島に加えて、山口県岩国市に属する柱島を含める。もともと六島であったが、柱島を加えて七島になったものと考えられている。
当地域の島々と松山港（高浜港、三津浜港）とを結ぶ離島航路を運航している中島汽船のフェリーに「ななしま」がある。（中島汽船、船の紹介）

## 範囲
行政上ではつぎのとおり。
離島振興法上の「忽那諸島地域」は安居島、興居島、釣島、野忽那島、睦月島、中島、怒和島、野忽那島、津和地島、二神島の有人9島となっている。行政施策上「有人島」を列挙する形となっているが、付近には無人島も散在する。
松山市の忽那諸島の資料も基本、これを踏襲している。市町村合併前の旧行政区画では松山市の2島（興居島、釣島）、旧北条市の1島（安居島）、旧中島町6島（睦月島、野忽那島、中島、怒和島、津和地島、二神島）の有人9島としている。

## 構成
旧市町名は2005年（平成17年）の市町合併前のもの。
- 旧中島町
  - 中島（本島）
  - 津和地島（つわじ）
  - 怒和島（ぬわ）
  - 二神島（ふたがみ）
  - 睦月島（むづき）
  - 野忽那島（のぐつな）
  - 由利島（ゆり）無人島
- 旧松山市
  - 釣島（つるしま）
  - 興居島（ごごしま）
- 旧北条市
  - 安居島

## 自然
- 山口と愛媛のほぼ中央に位置する。周辺は潮流が渦巻き、クダコ水道は特に好漁場として知られる。
- 気候は温暖で柑橘類の栽培が盛んである[2]。
- ほぼ全域が瀬戸内海国立公園に含まれる。

## 歴史
古来、九州と近畿とを結ぶ海上航路上に位置するため、海上の往来が盛んであった。
平安時代から室町時代にかけて海上勢力の忽那氏が活躍し、中島（忽那島）を中心に活動した。
『忽那開発記』によると忽那氏の二代目にあたる藤原親朝が寛治年間に六島の開発に乗り出し、嘉保年間には柱島にも影響が及んだ（忽那氏も柱島を支配していた柱氏もともに藤原姓で密接な関係にあったとされる）。
慶長5年（1600年）の関ヶ原の戦い後、忽那諸島は加藤嘉明と藤堂高虎の間で分有する協定が取り交わされ、それぞれ松山藩領と大洲藩領となった。そして松山藩領には興居島、野忽那島、二神島、津和地島の島々、大須藩領には睦月島（無津木、無須喜）と怒和島（桑名（上怒和）及び嶋尻（元怒和））の島々が属した。中島（忽那島）は島内で二分され、松山藩領には長師、宮野、神浦、畑里、饒（にょう）、吉木、熊田の各村、大須藩領には大浦、小浜、粟井、宇和間の各村が属した。
寛永12年（1634年）に松山藩に松平定行が入府すると、中島本島を指す従来の忽那島の名は大洲藩だけで用いられるようになり、松山藩では風早郡の島方の意味で「風早島」と呼ぶようになった。この風早は、のちの北条市（2005年に松山市に編入合併）付近一帯の地名で、風早郡という郡名もあった（のちに消滅）。
さらに大洲藩領の忽那島では、安永9年（1780年）に粟井村と大浦村の全部と小浜村の半分が天領（幕府直轄領）となり、大洲藩風早郡御預所の管轄となったため忽那諸島の領域の構成は一層複雑化した。

## 社会
データは2015年（平成27年国勢調査結果）
- 世帯数1,898世帯（旧中島町）
- 人口3,881人（同）

## 文化
- 島嶼部であるため、かつては島間の住民の往来も少なく、各島で独自の文化（祭礼など）があったが、今日ではその色彩は薄れつつある。

## ロケ地
- 二神島等は映画『船を降りたら彼女の島』のロケ地ともなった。